# Cherd Songsri
Cherd Songsri (thaï : เชิด ทรงศรี), né le 20 septembre 1931 dans la province de Nakhon Si Thammarat, mort le 21 mai 2006 à Bangkok, est un réalisateur, scénariste et producteur thaïlandais.
Tous ses films ont été produits par sa propre société (Cherchai Production) et il n'a jamais travaillé pour les « grandes compagnies » thaïlandaises : c'est le maître du cinéma thaïlandais indépendant des années 1960 aux années 1980.

## Biographie

### Année 1930 - Année 1940: une enfance heureuse[3]
Cherd Songsri est né dans le Sud de la Thaïlande. Après le divorce de ses parents, il est élevé par sa grand-mère. Il aime la vie dans les rizières et se réjouit de voir du théâtre d'ombres (le Nang Talung, variante du Nang Yai).

### Année 1950: divers métiers et études
Après la mort de sa grand-mère, il est livré à lui-même.
Il commence à travailler pour le théâtre d'ombre.
Puis il est instituteur dans un village du nord de la Thaïlande, dans la province d'Uttaradit. Il aide alors les enfants qui souffre de pauvreté et de malnutrition en leur apprenant à faire pousser des légumes et il élève des volailles dans l'école pour améliorer leur alimentation. Mais il tombe malade et doit aller à Bangkok, accompagné par son oncle, pour se faire soigner.
Guéri, il travaille tout d'abord pour la compagnie publique des trains rapides de Thaïlande (Express Transportation Organisation of Thailand) comme directeur des magazines des touristes-voyageurs.
Dans le même temps, il étudie à l'université ouverte de Thammasat, lit beaucoup et découvre le cinéma.

### Début des années 1960: Journaliste
Cherd Songsri devient rapidement journaliste à plein temps.
Il publie sous le nom de Tom Thatree des articles d'actualité, des critiques de films, des documentaires, de courtes nouvelles littéraires; il réalise des scénarios pour les feuilletons mélo (soap opéra) radiodiffusés et télévisés; et il écrit des paroles de chansons.
En 1964, il continue son travail de directeur de magazine pour le célèbre programme TV hebdomadaire ภาพยนตร์และโทรทัศน์ (Movie and TV Weekly / Film et télévision) du journal หลักเมือง (Lak Muang Daily).

### Milieu des années 1960 - Début des années 1970: cinéaste en 16 mm sans bande son[5]
En 1965, il réalise de A à Z de manière très artisanale son premier film Nora (ou Noh-Ra) en 16 mm sans bande son : il n'est pas seulement producteur, scénariste et réalisateur ; il va jusqu'à le distribuer lui-même avec des doubleurs synchronisant en direct lors des projections la voix des acteurs. Premier film et immense succès populaire.
Encouragé, il continue de tourner d'autres films en 16 mm.
(En effet, comme nous le rappelle Aliosha Herrera dans un long article dans Les Cahiers du cinéma, l'habitude de tourner en 16 mm muet perdurera chez l'immense majorité des réalisateurs thaïlandais jusque dans les années 1970 : Au moins 1 162 films sont réalisés entre 1945 et 1970 en 16 mm; et c'est seulement, à partir de Santi-Vina en 1954 que 5 ou 6 films par an sont tournés en 35 mm par les très grandes compagnies thaïlandaises)
Il récolte plus ou moins de succès avec ses 7 premiers films.
En 1972, son dernier film 16mm, Le Père l'Anguille avec l'acteur Sombat Metanee, enthousiasme les spectateurs thaïlandais.
En 1972, Cherd Songsri est ensuite aux États-Unis pour suivre des cours à l'université de Californie à Los Angeles (UCLA) : il apprend à tourner en 35 mm et étudie l'écriture de scénarios avec Walter Doniger du studio Barbank.
Cherd Songsri joue le jeu du cinéma de saveurs, en apportant un soin particulier à l'élaboration du scénario, se montrant soucieux de donner au récit la cohésion interne qui manque à la plupart des films thaïlandais de l'époque.

### Milieu des années 1970 à 2001: cinéaste en 35 mm
En 1974, à son retour en Thaïlande, Cherd Songsri tourne alors en 35 mm ses plus grands films, suscitant un vif intérêt dans son pays mais aussi, grande nouveauté, au Japon, en Amérique du Sud et en Europe : son séjour aux États-Unis lui a permis de se rendre compte de la richesse culturelle du peuple thaï des campagnes qu'il met admirablement en valeur dans ses nouvelles créations cinématographiques.
Il filme d'abord L'Amour (1974) et Le Coq (1975).

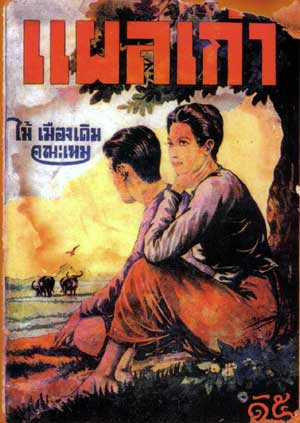
Couverture du livre แผลเก่า (La cicatrice) de Mai Muangderm (ไม้ เมืองเดิม) illustrée par Hem Vejakorn en 1936

En 1977, il réalise son chef-d’œuvre en cinémascope couleur, le sublime drame paysan La Cicatrice avec l'acteur Sorapong Chatree et l'actrice Nantana Ngaograjang, un film basé sur une nouvelle écrite en 1936 par Mai Muengderm,. Bien qu'ayant été refusé au début par tous les distributeurs, La Cicatrice est l'un de ses plus grands triomphes ! Ce film est primé Montgolfière d'Or au festival des 3 continents de Nantes en 1981.
Ce phénoménal succès encourage Cherd Songsri et d'autres cinéastes tels Chatrichalerm Yukol et Euthana Mukdasanit à continuer de tourner des films « authentiquement » thaïs (et non des plagiats de films américains).
Le cinéaste Apichatpong Weerasethakul, palme d'or à Cannes, a déclaré en 2010 dans une interview chez lui dans la jungle près de Chiang Mai : "Cherd Songsri ... filmait les gens, les rythmes de la vie, avec un souffle d'évidence, une innocence qui s'est perdue dans les complications, la sophistication narrative, le culte de l'intrigue et du rebondissement édictés par Hollywood"; et il précise aussi que : "Les films de Cherd Songsri ... nous dévoilait la beauté de notre pays et de ses habitants comme si notre regard les découvrait pour la première fois. Quand il filmait les villageois, les forêts, les animaux, on sentait la respiration de la terre".
Ensuite Choerd Songsri tourne Le Sang de Suphan (1980) ; Le Père l'Anguille (remake de sa propre version de 1972 mais cette fois-ci filmé en 35 mm) ; et en 1985, il réobtient un vrai succès auprès du public thaïlandais avec son autre drame des campagnes Phuen et Phaeng, une évocation naturaliste d'une Thaïlande romancée.
Cherd Songsri est désormais l'un des cinéastes les plus populaires de Thaïlande.
Mais la société thaïlandaise mute rapidement et s'internationalise : ses films suivants (Le Joyau des Mers / Tree of Life / Muen et Rit / Au dos du tableau), bien que de bonne qualité, ont beaucoup moins de succès.

### 2002 à 2006: la maladie et l'écriture
En 2002, Cherd Songsri apprend qu'il a un cancer de la prostate. Il lutte et écrit un livre sur sa vie et sa maladie : Bantuek Kab Kwam-tai (A Diary of Death / Talking with Death). Son livre est un best-seller.
Le 20 mai 2006, le cancer finit par l'emporter.
Il fait don de son corps à la science pour les étudiants en médecine et don de ses yeux à la Croix-Rouge (pour les transplantations de cornés).
Choerd Songsri laisse une œuvre certes inégale mais remarquable par sa sincérité et son enracinement dans la culture thaïlandaise des campagnes.

## Filmographie
- 1966 : Nora (ou Noh-Ra / Norah)(โนห์รา)
- 1967 : Mekala (เมขลา)
- 1968 : Le sein de la Terre (อกธรณี)
- 1969 : Praya Sok (Prayasok) (พญาโศก)
- 1970 : Lam Phu (Lampoo) (ลำพู)
- 1971 : Un cœur aveugle (คนใจบอด)
- 1972 : Le Père l'Anguille (A Light in the Dark) (พ่อปลาไหล)
- 1974 : L'Amour (The Love) (ความรัก)
- 1976 : Le Coq (พ่อไก่แจ้)
- 1977 : La Cicatrice (The Scare[21] / แผลเก่า[22] / Plae Kao[13],[23])[24]
- 1979 : Le Sang de Suphan (เลือดสุพรรณ)
- 1981 : Le Père l'Anguille (พ่อปลาไหล) (remake de son propre film de 1972)
- 1983 : Phuen et Phaeng (Phun Pang) (เพื่อนแพง)[25],[26],[27]
- 1987 : Le Joyau des mers (The Gem from the Deep) (พลอยทะเล / Ploy Talay)[28]
- 1990 : Tawipob (Another World) (ทวิภพ)
- 1992 : The Tree of Life (คน-ผู้ถามหาตนเอง) (épisode de la coproduction asiatique Southern Winds)
- 1994 : Muen et Rit (Amdaeng Muen Kap Nai Rid) (Muen and Rid) (อำแดงเหมือนกับนายริด)[29],[30],[31]
- 1995 : La maison du paon (House of Peacock) (เรือนมยุรา) (coproduction avec la chaîne publique japonaise NHK)
- 2000 : Au dos du tableau (Behind the painting) (ข้างหลังภาพ / Khang lang phap)[32] (un film basé sur un roman de Kulap Saipradit (กุหลาบ สายประดิษฐ์), nom de plume Siburapha (ศรีบูรพา)[33])